# 다카라즈카 가극단 66기생
다카라즈카 가극단 66기생은 1978년에 다카라즈카 음악학교에 입학, 1980년에 졸업, 다카라즈카 가극단에 입단하여, 「사랑의 모험가들」 「페스타 페스타 세계는 하나 Ⅱ」로 초무대를 밟은 50명을 가리킨다.

## 개요
- 이 기에는 전 하나구미 톱스타 안쥬 미라, 전 츠키구미 톱여역 코다마 아이, 전 하나구미 여역 스타 코즈에 마나미, 전 하나구미 여역 스타 미네오카 나치, 전 츠키구미 여역 스타 마리야 토모코, 전 호시구미 여역 스타 시마 유카, 전 호시구미 여역 스타 카아이 모토가 입단했다.
- 후의 츠키구미 톱여역이 되는 코다마 아이를 시작으로, 신인공연 히로인을 맡은 단원을 6명이나 배출한, 여역 대풍작인 기수가 되었다.
- 더군다나 위에 써있는 여역 스타들은 전원이 에트와르 경험자 (그 외로 쿠루미 준도 명 에트와르로써 이름을 날렸다.)로써 뛰어난 여역 가수를 많이 배출한 기수로도 유명하다.

## 일람
| 예명            | 생일      | 출신지                         | 출신 학교                               | 예명의 유래                            | 애칭               | 역할 | 퇴단년도 | 비고                                                                                         |
| --------------- | --------- | ------------------------------ | --------------------------------------- | -------------------------------------- | ------------------ | ---- | -------- | -------------------------------------------------------------------------------------------- |
| 朝吹奈央        | 5월 15일  | 오사카부 오사카시              | 풀가쿠인 고등부                         | 가족이 고안                            | 미야코             | 남역 | 1982년   |                                                                                              |
| 아사부키 나오   | 5월 15일  | 오사카부 오사카시              | 풀가쿠인 고등부                         | 가족이 고안                            | 미야코             | 남역 | 1982년   |                                                                                              |
| 彩花ゆい        | 10월 2일  | 도쿄도 스기나미구              | 케이힌여자대학 고등부                   | 가족이 고안                            | 사토미             | 여역 | 1984년   |                                                                                              |
| 아야카 유이     | 10월 2일  | 도쿄도 스기나미구              | 케이힌여자대학 고등부                   | 가족이 고안                            | 사토미             | 여역 | 1984년   |                                                                                              |
| 有峰里妃        | 1월 30일  | 토야마현 타카오카시            | 코료중학교                              | 가족이 고안                            | 리키, 리카짱       | 남역 | 1989년   |                                                                                              |
| 아리미네 리키   | 1월 30일  | 토야마현 타카오카시            | 코료중학교                              | 가족이 고안                            | 리키, 리카짱       | 남역 | 1989년   |                                                                                              |
| 安寿ミラ        | 3월 30일  | 나가사키현 나가사키시          | 캇스이죠가쿠인                          | 존경하는 안나 준・코토부키 히즈루      | 양                 | 남역 | 1995년   | 배우 겸 안무가                                                                               |
| 안쥬 미라       | 3월 30일  | 나가사키현 나가사키시          | 캇스이죠가쿠인                          | 존경하는 안나 준・코토부키 히즈루      | 양                 | 남역 | 1995년   | 배우 겸 안무가                                                                               |
| 伊織なつ耶      | 5월 11일  | 오이타현 나카츠시              | 메지로가쿠엔고등학교                    | 존경하는 선생님이 명명                 | 준코               | 남역 | 1986년   |                                                                                              |
| 이오리 나츠야   | 5월 11일  | 오이타현 나카츠시              | 메지로가쿠엔고등학교                    | 존경하는 선생님이 명명                 | 준코               | 남역 | 1986년   |                                                                                              |
| 絵里奈じゅん    | 6월 3일   | 효고현 고베시 타루미구         | 아이토쿠가쿠엔                          | 자기가 고안                            | 쿠미               | 남역 | 1983년   |                                                                                              |
| 에리나 준       | 6월 3일   | 효고현 고베시 타루미구         | 아이토쿠가쿠엔                          | 자기가 고안                            | 쿠미               | 남역 | 1983년   |                                                                                              |
| 大里三佳        | 1월 6일   | 아이치현 나고야시              | 나고야여자대학고등학교                  | 성명판단                               | 하루미             | 남역 | 1983년   |                                                                                              |
| 오오사토 미카   | 1월 6일   | 아이치현 나고야시              | 나고야여자대학고등학교                  | 성명판단                               | 하루미             | 남역 | 1983년   |                                                                                              |
| 大空希望        | 6월 14일  | 오사카부 사카이시              | 하고로모가쿠엔고등학교                  | 은사가 명명                            | 미즈호             | 남역 | 1987년   |                                                                                              |
| 오오조라 노조미 | 6월 14일  | 오사카부 사카이시              | 하고로모가쿠엔고등학교                  | 은사가 명명                            | 미즈호             | 남역 | 1987년   |                                                                                              |
| 大都あすか      | 4월 9일   | 도쿄도 시나가와구              | 시부야여자고등학교                      | 은사의 한글자를 받아 가족이 고안       | 카즈에             | 남역 | 1988년   |                                                                                              |
| 오오츠 아스카   | 4월 9일   | 도쿄도 시나가와구              | 시부야여자고등학교                      | 은사의 한글자를 받아 가족이 고안       | 카즈에             | 남역 | 1988년   |                                                                                              |
| 花愛望都        | 9월 4일   | 오사카부 야오시                | 야오고등학교                            | 가족이 고안                            | 코케시             | 여역 | 1991년   |                                                                                              |
| 카아이 모토     | 9월 4일   | 오사카부 야오시                | 야오고등학교                            | 가족이 고안                            | 코케시             | 여역 | 1991년   |                                                                                              |
| 櫂早春          | 5월 23일  | 카나가와현 즈시시              | 세이센죠가쿠인고등학교                  |                                        | 사와짱, 사와코     | 남역 | 1983년   | 배우 겸 댄서 櫂さはる                                                                        |
| 카이 사하루     | 5월 23일  | 카나가와현 즈시시              | 세이센죠가쿠인고등학교                  |                                        | 사와짱, 사와코     | 남역 | 1983년   | 배우 겸 댄서 櫂さはる                                                                        |
| 春日万知        | 12월 19일 | 효고현                         | 고베쇼인죠시가쿠인중학교                |                                        | 히로카             | 남역 | 1983년   | 배우 東地美佳                                                                                |
| 카스가 마치     | 12월 19일 | 효고현                         | 고베쇼인죠시가쿠인중학교                |                                        | 히로카             | 남역 | 1983년   | 배우 東地美佳                                                                                |
| 華山知位        | 2월 26일  | 교토부 교토시 키타구           | 키누가사중학교                          | 성명판단                               | 레이코짱           | 남역 | 1988년   | 후에 여역 전환                                                                               |
| 카야마 치이     | 2월 26일  | 교토부 교토시 키타구           | 키누가사중학교                          | 성명판단                               | 레이코짱           | 남역 | 1988년   | 후에 여역 전환                                                                               |
| 邦城麻矢        | 10월 8일  | 도쿄도                         | 와요여자대학부속고쿠부다이여자고등학교  | 부모님과 고안해서 성명판단             | 쿤짱               | 여역 | 1987년   |                                                                                              |
| 쿠니시로 마야   | 10월 8일  | 도쿄도                         | 와요여자대학부속고쿠부다이여자고등학교  | 부모님과 고안해서 성명판단             | 쿤짱               | 여역 | 1987년   |                                                                                              |
| 久留実純        | 12월 13일 | 카나가와현 카마쿠라시          | 세이센죠가쿠인중학교                    | 본명의 한 글자를 따서 어머니와 고안    | 쿠리짱             | 남역 | 1989년   | 후에 여역 전환                                                                               |
| 쿠루미 준       | 12월 13일 | 카나가와현 카마쿠라시          | 세이센죠가쿠인중학교                    | 본명의 한 글자를 따서 어머니와 고안    | 쿠리짱             | 남역 | 1989년   | 후에 여역 전환                                                                               |
| 煌きらら        | 1월 22일  | 교토부 무코시                  | 노트르담죠가쿠인                        | 은사가 명명                            | 키라라, 키라린     | 남역 | 1985년   |                                                                                              |
| 코 키라라       | 1월 22일  | 교토부 무코시                  | 노트르담죠가쿠인                        | 은사가 명명                            | 키라라, 키라린     | 남역 | 1985년   |                                                                                              |
| 湖映佳奈子      | 8월 14일  | 미야기현 센다이시              | 센다이시라유리가쿠엔                    | 본명에서 존경하는 선생님이 명명        | 카나짱, 카나코     | 여역 | 1984년   | 실업가 아베 카나코                                                                           |
| 코에이 카나코   | 8월 14일  | 미야기현 센다이시              | 센다이시라유리가쿠엔                    | 본명에서 존경하는 선생님이 명명        | 카나짱, 카나코     | 여역 | 1984년   | 실업가 아베 카나코                                                                           |
| 梢真奈美        | 2월 22일  | 효고현 니시노미야시            | 피승천학원                              | 지인이 명명                            | 치코               | 여역 | 1991년   | 웨딩프로듀서 와다 치카코                                                                     |
| 코즈에 마나미   | 2월 22일  | 효고현 니시노미야시            | 피승천학원                              | 지인이 명명                            | 치코               | 여역 | 1991년   | 웨딩프로듀서 와다 치카코                                                                     |
| こだま愛        | 7월 3일   | 오사카부 오사카시 아베노구     | 테즈카야마가쿠인                        | 「사랑의 콘체르토」의 코다마           | 미미               | 여역 | 1990년   | 배우・성우                                                                                   |
| 코다마 아이     | 7월 3일   | 오사카부 오사카시 아베노구     | 테즈카야마가쿠인                        | 「사랑의 콘체르토」의 코다마           | 미미               | 여역 | 1990년   | 배우・성우                                                                                   |
| 左知しのぶ      | 1월 17일  | 효고현 고베시                  | 미국 일리노이주 Niles North High School | 지인이 명명                            | 사치에             | 여역 | 1982년   |                                                                                              |
| 사치 시노부     | 1월 17일  | 효고현 고베시                  | 미국 일리노이주 Niles North High School | 지인이 명명                            | 사치에             | 여역 | 1982년   |                                                                                              |
| 沙耶花まち子    | 11월 2일  | 효고현 고베시                  | 다이샤중학교                            |                                        | 준, 사-야          | 여역 | 1985년   |                                                                                              |
| 사야카 마치코   | 11월 2일  | 효고현 고베시                  | 다이샤중학교                            |                                        | 준, 사-야          | 여역 | 1985년   |                                                                                              |
| 沢千春          | 4월 3일   | 야마구치현 우베시              | 카가와가쿠엔                            | 가족이 고안                            | 판다               | 남역 | 1983년   |                                                                                              |
| 사와 치하루     | 4월 3일   | 야마구치현 우베시              | 카가와가쿠엔                            | 가족이 고안                            | 판다               | 남역 | 1983년   |                                                                                              |
| 三城礼          | 9월 19일  | 오사카부 토요나카시            | 오사카부립미노오고등학교                | 지인이 명명                            | 쿄짱               | 남역 | 1987년   |                                                                                              |
| 산죠 레이       | 9월 19일  | 오사카부 토요나카시            | 오사카부립미노오고등학교                | 지인이 명명                            | 쿄짱               | 남역 | 1987년   |                                                                                              |
| 洲悠花          | 8월 21일  | 오사카부                       | 오사카테즈카야마가쿠인                  | 아버지 지인이 명명                     | 준베               | 여역 | 1994년   |                                                                                              |
| 시마 유카       | 8월 21일  | 오사카부                       | 오사카테즈카야마가쿠인                  | 아버지 지인이 명명                     | 준베               | 여역 | 1994년   |                                                                                              |
| 千珠晄          | 3월 4일   | 후쿠오카현 오오노죠시          | 나카무라가쿠엔여자고등학교              | 천수관음                               | 사미-              | 남역 | 1996년   |                                                                                              |
| 센쥬 히카루     | 3월 4일   | 후쿠오카현 오오노죠시          | 나카무라가쿠엔여자고등학교              | 천수관음                               | 사미-              | 남역 | 1996년   |                                                                                              |
| 醍醐柚希        | 10월 5일  | 도쿄도 오오타구                | 오오모리제6중학교                       | 본명에서 자기가 고안                   | 케이코, 유키짱     | 여역 | 1985년   |                                                                                              |
| 다이고 유키     | 10월 5일  | 도쿄도 오오타구                | 오오모리제6중학교                       | 본명에서 자기가 고안                   | 케이코, 유키짱     | 여역 | 1985년   |                                                                                              |
| 谷みつる        | 5월 11일  | 효고현 다카라즈카시            | 타카츠키시립제3중학교                   | 존경하는 선생님이 명명                 | 타니코             | 남역 | 1982년   |                                                                                              |
| 타니 미츠루     | 5월 11일  | 효고현 다카라즈카시            | 타카츠키시립제3중학교                   | 존경하는 선생님이 명명                 | 타니코             | 남역 | 1982년   |                                                                                              |
| 千種まみ        | 1월 17일  | 효고현 다카라즈카시            | 코바야시세이신죠시가쿠인                | 가족이 고안                            | 나오코             | 여역 | 1988년   | 엄마 유우즈키 사에코 (37) 숙모 아사조라 미카게 (38) 숙모 아유 마치코 (44)                    |
| 치구사 마미     | 1월 17일  | 효고현 다카라즈카시            | 코바야시세이신죠시가쿠인                | 가족이 고안                            | 나오코             | 여역 | 1988년   | 엄마 유우즈키 사에코 (37) 숙모 아사조라 미카게 (38) 숙모 아유 마치코 (44)                    |
| 千咲あい花      | 12월 15일 | 오사카부 오사카시              | 바이카가쿠엔                            | 가족이 고안                            | チロ               | 여역 | 1984년   |                                                                                              |
| 치사키 아이카   | 12월 15일 | 오사카부 오사카시              | 바이카가쿠엔                            | 가족이 고안                            | チロ               | 여역 | 1984년   |                                                                                              |
| 奈代えりか      | 10월 20일 | 카고시마현                     | 시텐노지고등학교                        |                                        | 히로미짱, 후쿠못짱 | 여역 | 1987년   |                                                                                              |
| 나시로 에리카   | 10월 20일 | 카고시마현                     | 시텐노지고등학교                        |                                        | 히로미짱, 후쿠못짱 | 여역 | 1987년   |                                                                                              |
| 夏生ちか        | 8월 23일  | 후쿠오카현 후쿠오카시          | 후쿠오카후타바중학교                    |                                        | 치카짱             | 여역 | 1983년   |                                                                                              |
| 나츠오 치카     | 8월 23일  | 후쿠오카현 후쿠오카시          | 후쿠오카후타바중학교                    |                                        | 치카짱             | 여역 | 1983년   |                                                                                              |
| 名月かなで      | 5월 20일  | 효고현 니시노미야시            | 니시노미야시립니시노미야고등학교        | 나츠키를 노래를 부른다                 | 리에, 나즈키       | 남역 | 1990년   | 다카라즈카 가극단 안무 조수                                                                  |
| 나즈키 카나데   | 5월 20일  | 효고현 니시노미야시            | 니시노미야시립니시노미야고등학교        | 나츠키를 노래를 부른다                 | 리에, 나즈키       | 남역 | 1990년   | 다카라즈카 가극단 안무 조수                                                                  |
| 七瀬ゆみ        | 7월 24일  | 히로시마현 미하라시            | 스즈미네가쿠엔                          | 본명                                   | 유미               | 여역 | 1987년   |                                                                                              |
| 나나세 유미     | 7월 24일  | 히로시마현 미하라시            | 스즈미네가쿠엔                          | 본명                                   | 유미               | 여역 | 1987년   |                                                                                              |
| 英マキ          | 7월 24일  | 효고현姫路市                   | 다카라즈카제1중학교                     | 예능에 빼어날수 있도록                 | 준코               | 남역 | 1982년   |                                                                                              |
| 하나부사 마키   | 7월 24일  | 효고현姫路市                   | 다카라즈카제1중학교                     | 예능에 빼어날수 있도록                 | 준코               | 남역 | 1982년   |                                                                                              |
| 花彌恵子        | 9월 9일   | 카나가와현 요코하마시 츠루미구 | 모리무라가쿠엔                          | 숙부 쿠로카와 야타로의 한글자를 받음   | 모-냥              | 여역 | 1984년   | 숙부 배우 쿠로카와 야타로                                                                    |
| 하나야 케이코   | 9월 9일   | 카나가와현 요코하마시 츠루미구 | 모리무라가쿠엔                          | 숙부 쿠로카와 야타로의 한글자를 받음   | 모-냥              | 여역 | 1984년   | 숙부 배우 쿠로카와 야타로                                                                    |
| 日夏麦          | 11월 26일 | 카나가와현 요코하마시          | 세이보죠가쿠인                          |                                        | 마키짱, 무기짱     | 남역 | 1983년   |                                                                                              |
| 히나츠 무기     | 11월 26일 | 카나가와현 요코하마시          | 세이보죠가쿠인                          |                                        | 마키짱, 무기짱     | 남역 | 1983년   |                                                                                              |
| 福寿ゆき        | 12월 14일 | 도쿄도 스기나미구              | 토시마가오카죠시가쿠엔                  | 자기가 고안                            | 삿짱               | 여역 | 1986년   |                                                                                              |
| 후쿠쥬 유키     | 12월 14일 | 도쿄도 스기나미구              | 토시마가오카죠시가쿠엔                  | 자기가 고안                            | 삿짱               | 여역 | 1986년   |                                                                                              |
| 冬月汐佳        | 10월 7일  | 카나가와현 요코하마시          | 츠루미여자고등학교                      |                                        | 카오리             | 여역 | 1985년   |                                                                                              |
| 후유즈키 시오카 | 10월 7일  | 카나가와현 요코하마시          | 츠루미여자고등학교                      |                                        | 카오리             | 여역 | 1985년   |                                                                                              |
| 北條つぐみ      | 9월 13일  | 오사카부 오사카시              | 타다중학교                              | 부모님이 명명                          | 츠구미, 미-짱      | 여역 | 1986년   |                                                                                              |
| 호죠 츠구미     | 9월 13일  | 오사카부 오사카시              | 타다중학교                              | 부모님이 명명                          | 츠구미, 미-짱      | 여역 | 1986년   |                                                                                              |
| 松宮芙夕        | 12월 14일 | 효고현 니시노미야시            | 피승천학원                              | 언니와 고안                            | 후유짱             | 여역 | 1983년   |                                                                                              |
| 마츠미야 후유   | 12월 14일 | 효고현 니시노미야시            | 피승천학원                              | 언니와 고안                            | 후유짱             | 여역 | 1983년   |                                                                                              |
| 毬谷友子        | 3월 25일  | 도쿄도 미나토구                | 요츠야후타바가쿠엔                      | 본명에서 존경하는 선생님이 명명        | 톤짱               | 여역 | 1985년   | 아빠 야시로 세이이치 엄마 배우 야마모토 카즈코 언니 배우 야시로 아사코 조카 에마오 유우 (73) |
| 마리야 토모코   | 3월 25일  | 도쿄도 미나토구                | 요츠야후타바가쿠엔                      | 본명에서 존경하는 선생님이 명명        | 톤짱               | 여역 | 1985년   | 아빠 야시로 세이이치 엄마 배우 야마모토 카즈코 언니 배우 야시로 아사코 조카 에마오 유우 (73) |
| 美影しおり      | 11월 16일 | 교토부 교토시                  | 화정학원                                | 본명에서 좋아하는 글자를 모음          | 시오리짱           | 여역 | 1986년   |                                                                                              |
| 미카게 시오리   | 11월 16일 | 교토부 교토시                  | 화정학원                                | 본명에서 좋아하는 글자를 모음          | 시오리짱           | 여역 | 1986년   |                                                                                              |
| 岬甲            | 3월 1일   | 효고현 고베시 나다구           | 나가미네중학교                          | 출신지에서 따서 존경하는 선생님이 명명 | 쿠로베-, 미스타-   | 남역 | 1987년   |                                                                                              |
| 미사키 코       | 3월 1일   | 효고현 고베시 나다구           | 나가미네중학교                          | 출신지에서 따서 존경하는 선생님이 명명 | 쿠로베-, 미스타-   | 남역 | 1987년   |                                                                                              |
| 峰丘奈知        | 10월 20일 | 야마나시현 나카코마군          | 야마나시에이와고등학교                  | 부모님과 고안                          | 시이짱, 시이코     | 여역 | 1992년   |                                                                                              |
| 미네오카 나치   | 10월 20일 | 야마나시현 나카코마군          | 야마나시에이와고등학교                  | 부모님과 고안                          | 시이짱, 시이코     | 여역 | 1992년   |                                                                                              |
| 都乃さくら      | 5월 2일   | 도쿄도                         | 메이죠가쿠엔 고등부                     | 은사가 명명                            | 유우코             | 여역 | 1983년   |                                                                                              |
| 미야코노 사쿠라 | 5월 2일   | 도쿄도                         | 메이죠가쿠엔 고등부                     | 은사가 명명                            | 유우코             | 여역 | 1983년   |                                                                                              |
| 桃梨江子        | 3월 24일  | 교토부 교토시 우쿄구           | 하치가오카중학교                        | 지인이 명명                            | 마리짱             | 남역 | 1996년   | 아사히 마리 (旭麻里)로 개명. 후에 여역 전환                                                  |
| 모모 리에코     | 3월 24일  | 교토부 교토시 우쿄구           | 하치가오카중학교                        | 지인이 명명                            | 마리짱             | 남역 | 1996년   | 아사히 마리 (旭麻里)로 개명. 후에 여역 전환                                                  |
| 大和なつ希      | 7월 13일  | 오사카부                       | 켄메이가쿠인                            | 자기가 고안                            | 토모코             | 남역 | 1989년   |                                                                                              |
| 야마토 나츠키   | 7월 13일  | 오사카부                       | 켄메이가쿠인                            | 자기가 고안                            | 토모코             | 남역 | 1989년   |                                                                                              |
| 友樹こころ      | 11월 29일 | 오사카부 히가시오사카시        | 바이카고등학교                          | 자기의 좋아하는 글자를 늘어놓음        | 준짱, 코코로, 친산 | 남역 | 1988년   |                                                                                              |
| 유키 코코로     | 11월 29일 | 오사카부 히가시오사카시        | 바이카고등학교                          | 자기의 좋아하는 글자를 늘어놓음        | 준짱, 코코로, 친산 | 남역 | 1988년   |                                                                                              |
| 有具アリサ      | 11월 18일 | 후쿠오카현 후쿠오카시          | 후쿠오카후타바가쿠엔                    |                                        | 준코               | 남역 | 1989년   | 마키 유타카 (真樹ゆたか)로 개명                                                              |
| 리구 아리사     | 11월 18일 | 후쿠오카현 후쿠오카시          | 후쿠오카후타바가쿠엔                    |                                        | 준코               | 남역 | 1989년   | 마키 유타카 (真樹ゆたか)로 개명                                                              |
| 若藤りら        | 2월 8일   | 오사카부 이바라키시            | 켄메이가쿠인시마가미고등학교            | 존경하는 선생님이 명명                 | 메-짱              | 여역 | 1984년   |                                                                                              |
| 와카후지 리라   | 2월 8일   | 오사카부 이바라키시            | 켄메이가쿠인시마가미고등학교            | 존경하는 선생님이 명명                 | 메-짱              | 여역 | 1984년   |                                                                                              |